# حسن أباد بالا دارستان (كورك وناريتش)
حسن أباد بالا دارستان (بالفارسية: حسن‌آباد بالا دارستان) هي قرية تقع في إيران في البلدة المركزية.